# Derman Druha, Zdolbuniv
Derman Druha (în ucraineană Дермань Друга) este o comună în raionul Zdolbuniv, regiunea Rivne, Ucraina, formată numai din satul de reședință.

## Demografie
Componența lingvistică a comunei Derman Druha
     Ucraineană (99,28%)
     Alte limbi (0,72%)
Conform recensământului din 2001, majoritatea populației comunei Derman Druha era vorbitoare de ucraineană (99,28%), existând în minoritate și vorbitori de alte limbi.